# Bolette Puggaard
Pour les articles homonymes, voir Puggaard.
Bolette Cathrine Frederikke Puggaard née Hage (1798-1847) est une peintre paysagiste de l'âge d'or danois. Parmi les peintres de cette école, elle est la seule femme à se consacrer au paysage. Elle et son mari, le marchand et armateur Hans Puggaard, restent connus pour leurs activités philanthropiques multiples ainsi que de mécénat en faveur de nombreux peintres contemporains au Danemark.

## Biographie
Née le 7 février 1798 à Stege sur l'île de Møn, Bolette Cathrine Frederikke Hage est l'aînée des dix enfants du marchand Christopher Friedenreich Hage et de sa femme, Christiane Arnette Just (1778-1866). Elle suit les cours de peinture de Christoffer Wilhelm Eckersberg. 
Le 13 août 1816, elle épouse Hans Puggaard, un armateur et marchand prospère, lequel lui permet de développer à sa guise ses intérêts et en particulier la peinture de paysage. Elle réalise de nombreux tableaux, notamment de la forêt à Ordrup au Nord de Copenhague (où le couple dispose d'une maison de campagne), ou de leurs voyages en Italie (Baie de Naples, Campagne romaine, Paestum, Terracina) ou encore des vues alpestres diverses.  
Avec son mari, elle fréquente bon nombre des personnalités culturelles et intellectuelles de l'époque au Danemark, les invitant dans leur demeure de Store Kongensgade à Copenhague ou dans leur maison de campagne Skovgaard à Ordrup. A Skovgaard, son atelier est aménagé dans une salle à coupole éclairée du haut, et recouverte de fresques pompéiennes et de bas-reliefs réalisés par Thorvaldsen. Un jardin d'hiver s'attache à la maison. Et dans sa maison à Copenhague, une copie de la frise du Triomphe d'Alexandre le Grand de Thorvaldsen est installée dans son salon, tandis que les meubles et plafonds sont l'œuvre de Michael Gottlieb Bindesbøll. La décoration se caractérise par la simplicité scandinave, la lumière pénètre sans entrave, les rideaux doivent être légers et ne peuvent aller devant les fenêtres, portes et plinthes sont décorées avec des peintures d’oiseaux et de plantes. Les tableaux sont d'Eckersberg et d'autres peintres de l'âge d'or danois tels que Constantin Hansen, Wilhelm Marstrand, Jørgen Roed, Jørgen Sonne ou encore des portraits du couple et de leurs enfants par Christian Albrecht Jensen. Les sculptures sont de Thorvaldsen ou de Herman Wilhelm Bissen. 
Lors d'une visite à Rome avec leur famille en 1835-1836, les époux Puggaard rencontrent le sculpteur Bertel Thorvaldsen, qu'ils voient quotidiennement et avec lequel ils entreprennent diverses excursions. Cette amitié les incitera plus tard aussi à figurer parmi les principaux initiateurs et chevilles ouvrières de la création du musée Thorvaldsen à Copenhague.  Leurs diverses demeures sont naturellement décorées d'œuvres du maître, et réciproquement, celui-ci pend à ses murs des tableaux de Bolette Puggaard. Le couple Puggaard est représenté avec ses fille et belle-fille sur la fresque extérieure du Musée Thorvaldsen, peinte par Jørgen Sonne. 
Des portraits de Bolette Puggaard existent par plusieurs artistes contemporains comme Christian Albrecht Jensen, Wilhelm Marstrand, Hans Hansen ou Ditlev Blunck. Sur un dessin de Ditlev Blunck représentant les «artistes danois à Rome», on la voit en compagnie de Bertel Thorvaldsen, Michael Gottlieb Bindesbøll, Constantin Hansen, Fritz Petzholdt, Ferdinand Thöming, Johan Bravo, Jørgen Sonne, Albert Küchler et Ditlev Blunck.
Bolette Puggaard participe à l'exposition de printemps de Charlottenborg en 1838, 1844 et 1845, et ses œuvres sont aussi incluses a titre posthume dans l'Exposition des femmes de Copenhague en 1895. 

## Personnalité
Personnalité attachante, Bolette Puggaard porte très haut ses idéaux de qualité. Ainsi dans sa correspondance avec son gendre, l’homme d’Etat Orla Lehmann, elle n’hésite pas à reprendre celui-ci fermement lorsqu’il s’écarte du ton juste.  
Profondément démocrate, elle prend l’initiative, lors de l'inauguration du musée Thorvaldsen, de hisser le tricolore français sur le toit du bâtiment, se disant prête à défendre cette action même devant le Roi si nécessaire. Son point de vue est que «c'est Thorvaldsen qui a apporté la liberté dans les arts, et c'est notre devoir le plus noble de lutter pour elle». 
Ses visions politiques lui sont largement inspirées par son frère Johannes Dam Hage. Celui-ci a créé et édité le journal Fædrelandet, porte-parole à l'époque de la cause démocratique au Danemark. Jeune, il mettra tragiquement fin à ses jours après avoir été condamné à la censure à vie pour ses opinions jugées trop libérales. De même, Orla Lehmann, gendre de Bolette Puggaard, et plus tard l'un des principaux auteurs de la Constitution danoise de 1848, a été emprisonné pour ses discours hostiles à l’absolutisme. Bolette Puggaard et sa famille n’auront de cesse de reprendre eux-mêmes ce combat pour leur compte.

## Descendance
Après avoir souffert quelque temps de la tuberculose, Bolette Puggaard est emportée le 10 novembre 1847 à Copenhague, quelques semaines avant la révolution de 1848 et l’établissement d’une monarchie constitutionnelle au Danemark, qu’elle n’aura pas le bonheur de vivre. Elle est enterrée au cimetière Holmens, dans un cercueil que son mari a fait peindre par Constantin Hansen. Elle laisse trois enfants : 
- le marchand et armateur Rudolph Puggaard, lequel reprend et développe l’entreprise familiale et poursuit les activités philanthropiques et de mécénat de ses parents,  
- le géologue Christopher Puggaard, réputé pour son ouvrage pionnier sur la géologie des falaises de craie de l’île de Møn, et  
- l’artiste-peintre Annette Maria, épouse de Orla Lehmann. 
On peut citer parmi les descendants de Bolette Puggaard les écrivains et poètes Ove Rode, Helge Rode et Jacob Paludan, le peintre Oluf Hartmann, le sculpteur Rudolph Tegner, l’acteur Ebbe Rode ou plus récemment le réalisateur Lars von Trier.